# Населення Узбекистану
Чисельність насе́лення Узбекиста́ну 2015 року становила 29,199 млн осіб (46-те місце у світі). Чисельність узбеків стабільно збільшується, народжуваність 2015 року становила 17 ‰ (108-ме місце у світі), смертність — 5,3 ‰ (180-те місце у світі), природний приріст — 0,93 % (123-тє місце у світі) . 

## Природний рух
За загальною чисельністю населення Узбекистан займає третє місце серед країн, що входять до складу СНД, поступаючись лише Росії та Україні. Збільшення чисельності населення Узбекистану відбувається під впливом ряду причин: історичних, соціально-економічних і особливо характерних для республіки, демографічних чинників. У свою чергу ці чинники безпосередньо пов'язані між собою.
Рівномірний ріст чисельності населення Узбекистану відбувається протягом багатьох років. Але були періоди, коли ця тенденція певною мірою порушувалася, наприклад, у 1941–1945 роках. Мобілізація військовозобов'язаного населення на фронт спричинила різке скорочення демографічної бази його відтворення. Негативне демографічне відлуння війни позначається і в наші дні. Як підтверджують статистичні дані, найвищі темпи зростання чисельності населення республіки за всю її історію припадають на сучасний етап, коли середньорічний приріст чисельності населення сягає 3—3,5 %. За останні три десятиліття чисельність населення Узбекистану зросла майже на 12 млн осіб, коли за попередній такий самий період — на 3,5 млн. Постійне випередження інших республік СРСР в плані темпів зростання населення супроводжувалось систематичним збільшенням питомої ваги Узбекистану в загальній чисельності населення пострадянського простору. Так, якщо 1926 року в Узбекистані проживало трохи більше 3 % населення країн, що входять тепер до складу СНД, то нині цей показник становить більше 7 %.

### Відтворення
Народжуваність в Узбекистані 2005 року дорівнював 26,2 ‰, станом на 2015 рік — 17 ‰ (108-ме місце у світі). Коефіцієнт потенційної народжуваності 2015 року становив 1,79 дитини на одну жінку (153-тє місце у світі). Рівень застосування контрацепції 64,9 % (станом на 2006 рік). Середній вік матері при народженні першої дитини становив 23,8 року (оцінка на 2006 рік).
Смертність в Узбекистані 2005 року становила 7,95 ‰, 2015 року — 5,3 ‰ (180-те місце у світі).
Природний приріст населення в країні 2008 року становив 1,67 %, 2015 року — 0,93 % (123-тє місце у світі). Характерною особливістю Узбекистану є високі темпи приросту населення. У цьому відношенні Республіка Узбекистан поступається тільки Таджикистану, випереджаючи всі інші держави ближнього зарубіжжя. Якщо за період з 1897 по 1993 роки чисельність населення колишнього СРСР зросла менше ніж у 2 рази, то по Узбекистану цей показник становив більш як 5,5 раза. 1992 року природний приріст становив 26,6 ‰, і був у 4 рази більшим, ніж у країнах СНД. Тенденція високого темпу приросту чисельності населення республіки триватиме й у перспективі. Високий рівень природного приросту населення в республіці — наслідок збереження тенденції високої народжуваності і низької смертності.

### Вікова структура

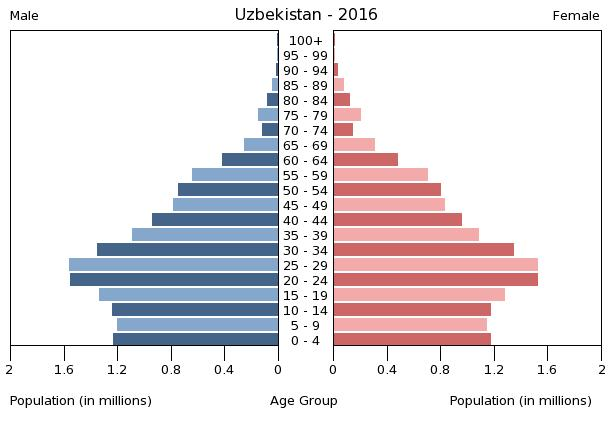
Віково-статева піраміда населення Узбекистану, 2016 рік

Середній вік населення Узбекистану становить 28,1 року (132-ге місце у світі): для чоловіків — 27,6, для жінок — 28,7 року. Очікувана середня тривалість життя 2015 року становила 73,55 року (128-ме місце у світі), для чоловіків — 70,5 року, для жінок — 76,78 року.
Вікова структура населення Узбекистану, станом на 2015 рік, мала такий вигляд:
- діти віком до 14 років — 24,56 % (3 676 029 чоловіків, 3 496 916 жінок);
- молодь віком 15—24 роки — 19,92 % (2 945 837 чоловіків, 2 869 483 жінки);
- дорослі віком 25—54 роки — 43,46 % (6 310 206 чоловіків, 6 379 037 жінок);
- особи передпохилого віку (55—64 роки) — 7,17 % (987 930 чоловіків, 1 104 347 жінок);
- особи похилого віку (65 років і старіші) — 4,9 % (610 272 чоловіки, 819 885 жінок)[1].

### Шлюбність— розлучуваність
Коефіцієнт шлюбності, тобто кількість шлюбів на 1 тис. осіб за календарний рік, дорівнює 7,8; коефіцієнт розлучуваності — 0,6; індекс розлучуваності, тобто відношення шлюбів до розлучень за календарний рік — 8 (дані за 2006 рік). Середній вік, коли чоловіки беруть перший шлюб, дорівнює 25,2 року, жінки — 22,4 року, загалом — 23,8 року (дані за 2006 рік).

## Розселення
Густота населення країни 2015 року становила 70,3 особи/км² (139-те місце у світі). Населення республіки розміщено по території нерівномірно, і за середньою густотою населення Узбекистан перебуває попереду ряду країн СНД, випереджаючи за цим показником інші республіки Центральної Азії. У зв'язку з швидким зростанням чисельності населення густота на початок 1993 року зросла порівняно з 1959 роком майже в 3 рази і становить у середньому 48,5 особи/км².
У зв'язку зі специфічними особливостями природних умов — гористість, пустельність клімату — в Узбекистані об'єктивно склалася концентрація населення головним чином в оазах. У пустельних районах республіки густота населення дуже низька. У Каракалпакстані вона становить 8,1, в Навоїйській області — 6,5 особи/км².
Говорячи про густоту населення, необхідно підкреслити, що окремі області Узбекистану за цим показником випереджають всі інші регіони СНД. Серед 164 адміністративних одиниць (країв, областей, автономних областей), що входять до складу СНД, всього в шести областях середня щільність населення на кожен квадратний кілометр території становить більше 150 осіб, п'ять з них — це області Узбекистану. А Андижанська область за густотою населення випереджає навіть таку густонаселену область, як Московська, і займає перше місце серед регіонів СНД. Середня густота населення в Андижанській області 452,1 людини на кожен квадратний кілометр площі, а в Московській області — 334,5 людини. В Андижанській області, що займає менше 1 % території республіки, проживає 9 % всього населення Узбекистану. Густо заселена в межах республіки і Ташкентська область. Тут середня густота населення на один квадратний кілометр площі становить 279,3 людини, тобто в 6 разів більше, ніж у середньому по республіці. Така висока густота населення в цій області пов'язана перш за все з розташуванням тут значної кількості великих промислових підприємств і міських поселень. При цьому велике місце належить Ташкенту — найбільшому з міст Центральної Азії.

### Урбанізація
В Узбекистані відбувається, хоча і не дуже швидкими темпами, процес урбанізації, тобто зростає число міст, підвищуються їх роль і значення в соціально-економічному розвитку республіки, збільшується чисельність міського населення. Узбекистан середньоурбанізована країна. Рівень урбанізованості становить 36,4 % населення країни (станом на 2015 рік), темпи зростання частки міського населення — 1,45 % (оцінка тренду за 2010—2015 роки).У порівнянні з 1939 роком число міст Узбекистану зросла майже в 5 разів.
Головні міста держави: Ташкент (столиця) — 2,251 млн осіб (дані за 2015 рік). Загалом у країні налічується 118 міст.
Ташкент — столиця країни, третина населення якого становлять слов'янські народи. 1966 року місто перенесло руйнівний землетрус, але було швидко відновлене. У Ташкенті зосереджена значна частина промислових підприємств республіки, через нього проходять найважливіші дороги; він є центром економіки, освіти й культури країни. Друге за величиною місто — Самарканд (404 тис. осіб) — столиця Узбецької РСР до 1930 року — славиться своїми архітектурними пам'ятками. Низка великих міст лежить у Ферганській долині: Наманган (300 тис. осіб); Андижан (310 тис.); Фергана (200 тис.); Коканд (176 тис.). Слід згадати також Бухару (255 тис. осіб), стародавнє місто, яке тривалий час було найбільшим культурним і політичним центром узбецького народу. Нукус (189 тис. осіб) є столицею Каракалпацької автономної республіки.
Тенденція зростання абсолютної чисельності міського населення республіки продовжується, проте за останні роки питома вага міського населення в загальній чисельності населення не тільки не збільшується, а навпаки, дещо знижується. Так, якщо, за даними 1979 року, міське населення становило 41,2 відсотка, в 1989 році — 40,7, то в 1993 році — 39,4 відсотка. Це пов'язано, по-перше, з тим, що природний приріст сільського населення набагато вищий міського і, по-друге, за останні кілька років не відбувається штучного переведення окремих сільських населених пунктів у ранг міських поселень.
В Узбекистані за період з 1940 по 1993 рік чисельність сільського населення збільшилася більш ніж у 2,5 рази (з 4945 тис. у 1940 році до 13144 тис. у 1993 році). Цим республіка різко відрізняється від ряду регіонів колишнього СРСР, де чисельність сільського населення постійно скорочується, головним чином за рахунок міграції в міста.
Дуже високими темпами зростає населення столиці республіки — міста Ташкента. Якщо в 1939 році в Ташкенті проживало 556 тис. осіб, то на початок 1994 — 2121 тис. осіб. У 1939 році по загальній чисельності населення Ташкент посідав восьме місце в СРСР, тепер вийшов на четверте в СНД, поступаючись таким великим містам, як Москва, Санкт-Петербург та Київ. Велика роль у процесі урбанізації республіки відводиться таким стародавнім містам, центрам культури і цивілізації, як Самарканд, Бухара, Андижан, Фергана, а також порівняно молодим промисловим і культурним центрам — Алмалику, Ангрену, Навої, Зарафшану, Чирчику та іншим.

### Міграції
У зміні чисельності населення того чи іншого регіону певну роль грають міграційні процеси. Річний рівень еміграції 2015 року становив 2,37 ‰ (173-тє місце у світі). Цей показник не враховує різниці між законними і незаконними мігрантами, між біженцями, трудовими мігрантами та іншими. Розмах будівництва за роки довоєнних п'ятирічок, а також землетрус 1966 в місті Ташкенті, розвиток продуктивних сил викликали великий міграційний приплив до Узбекистану з інших регіонів. Найбільший потік мігрантів спостерігався з Росії, України, Казахстану, інших районів. Але у 1980-х роках почався їх відтік, що часто створює проблему гострої нестачі кваліфікованих кадрів. Проте у перші роки XXI століття в в міграційному процесі відбулися значні зміни і тепер в республіці сальдо міграції є негативним. 2005 року рівень еміграції оцінювався в 1,61 на 1000 жителів країни.
На даний час для Республіки Узбекистан характерна маятникова міграція, тобто пересування населення із сіл у міста протягом доби. Це пов'язано, перш за все, з роботою чи навчанням мешканців сіл у містах. В цьому відношенні особливо виділяються Ташкентська (головним чином місто Ташкент), Андижанська, Ферганська області, в містах яких широкий розвиток одержали різні галузі промисловості. Маятникова форма міграції сприяє підвищенню рівня зайнятості сільських жителів, їх культури, поліпшенню взаємин міст і сіл.

#### Біженці й вимушені переселенці
У країні мешкає 86,7 тис. осіб без громадянства.

## Расово-етнічний склад
| Етнічний склад (1996 рік) | Етнічний склад (1996 рік) | Етнічний склад (1996 рік) | Етнічний склад (1996 рік) | Етнічний склад (1996 рік) |
| ------------------------- | ------------------------- | ------------------------- | ------------------------- | ------------------------- |
| Етнос:                    |                           |                           | Відсоток:                 |                           |
| узбеки                    | узбеки                    |                           | 80%                       | 80%                       |
| росіяни                   | росіяни                   |                           | 5.5%                      | 5.5%                      |
| таджики                   | таджики                   |                           | 5%                        | 5%                        |
| казахи                    | казахи                    |                           | 3%                        | 3%                        |
| каракалпаки               | каракалпаки               |                           | 2.5%                      | 2.5%                      |
| татари                    | татари                    |                           | 1.5%                      | 1.5%                      |
| інші                      | інші                      |                           | 2.5%                      | 2.5%                      |

Узбекистан — багатонаціональна республіка. Головні етноси країни: узбеки — 80 %, росіяни — 5,5 %, таджики — 5 %, казахи — 3 %, каракалпаки — 2,5 %, татари — 1,5 %, інші — 2,5 % населення (оціночні дані за 1996 рік). Частка титульної нації, узбеків, у загальній чисельності населення систематично збільшується.
Однією з найбільших етнічних меншин залишаються слов'янські народи: росіяни та українці (5 %), проживають також татари, корейці та інші. За станом на 2000 рік найбільшими національними меншинами країни були:
росіяни (1 млн. 199 тис. чол.), таджики (1 млн. 166 тис. чол.), казахи (990 тис. чол.), каракалпаки (504 тис.), татари (324 тис.), киргизи (232 тис.), корейці (164 тис.), туркмени (152 тис.), українці (105 тис.), вірмени (42 тис.), азербайджанці (36 тис.), перси (близько 30 тис.), уйгури (20 тис.), білоруси (20 тис.), кримські татари (10 тис., оцінки — до 90 тис.; у 1989 р. — 189 тис., однак після розпаду СРСР більша частина з них повернулася до Криму), євреї (близько 10 — 20 тис., у 1989 р. — 66 тис.), середньоазійські (бухарські) євреї (9,7 тис. в 2000 р. і 28 тис. в 1989 р.), турки (близько 10 тис., у 1989 р. — 106 тис., однак після розпаду СРСР більша частина з них — депортовані турки-месхетинці — покинули країну), німці (7,9 тис., у 1989 р. — 39,8 тис.), греки (менше 10 тис., у 1989 р. — 10 тис.) та ін.
| Народ                              | перепис 1926 | %        | перепис 1959 | %        | перепис 1989 | %        | оцінка 2000 | %        |
| ---------------------------------- | ------------ | -------- | ------------ | -------- | ------------ | -------- | ----------- | -------- |
| всього                             | 4745114      | 100,00 % | 8105704      | 100,00 % | 19810077     | 100,00 % | 24400000    | 100,00 % |
| узбеки                             | 3383812      | 71,31 %  | 5038273      | 62,16 %  | 14142475     | 71,39 %  | 19300000    | 79,10 %  |
| росіяни                            | 245807       | 5,18 %   | 1090728      | 13,46 %  | 1653478      | 8,35 %   | 1199015     | 4,91 %   |
| таджики                            | 348841       | 7,35 %   | 311375       | 3,84 %   | 933560       | 4,71 %   | 1166713     | 4,78 %   |
| казахи                             | 191126       | 4,03 %   | 335267       | 4,14 %   | 808227       | 4,08 %   | 990022      | 4,06 %   |
| каракалпаки                        | 142688       | 3,01 %   | 168274       | 2,08 %   | 411878       | 2,08 %   | 504301      | 2,07 %   |
| татари                             | 28335        | 0,60 %   | 397981       | 4,91 %   | 467829       | 2,36 %   | 324080      | 1,33 %   |
| киргизи                            | 79610        | 1,68 %   | 92725        | 1,14 %   | 174907       | 0,88 %   | 231864      | 0,95 %   |
| корейці                            | 30           | 0,00 %   | 138453       | 1,71 %   | 183140       | 0,92 %   | 163787      | 0,67 %   |
| туркмени                           | 31492        | 0,66 %   | 54804        | 0,68 %   | 121578       | 0,61 %   | 152137      | 0,62 %   |
| українці                           | 25335        | 0,53 %   | 87927        | 1,08 %   | 153197       | 0,77 %   | 104720      | 0,43 %   |
| вірмени                            | 14862        | 0,31 %   | 27370        | 0,34 %   | 50537        | 0,26 %   | 42359       | 0,17 %   |
| азербайджанці                      | 20764        | 0,44 %   | 40511        | 0,50 %   | 44410        | 0,22 %   | 35848       | 0,15 %   |
| перси                              | 10586        | 0,22 %   | 8883         | 0,11 %   | 24779        | 0,13 %   | 30000       | 0,12 %   |
| білоруси                           | 3489         | 0,07 %   | 9520         | 0,12 %   | 29427        | 0,15 %   | 20397       | 0,08 %   |
| уйгури                             | 31941        | 0,67 %   | 19377        | 0,24 %   | 35762        | 0,18 %   | 19526       | 0,08 %   |
| кримські татари                    |              |          | 46829        | 0,58 %   | 188772       | 0,95 %   | 10046       | 0,04 %   |
| бухарські (середньоазійські) євреї | 18095        | 0,38 %   | 21335        | 0,26 %   | 28369        | 0,14 %   | 9653        | 0,04 %   |
| німці                              | 4594         | 0,10 %   | 17958        | 0,22 %   | 39809        | 0,20 %   | 7838        | 0,03 %   |
| цигани                             | 3524         | 0,07 %   | 7860         | 0,10 %   | 16397        | 0,08 %   | 5000        | 0,02 %   |
| молдовани                          | 180          | 0,00 %   | 1435         | 0,02 %   | 5955         | 0,03 %   | 4404        | 0,02 %   |
| башкири                            | 624          | 0,01 %   | 13500        | 0,17 %   | 34771        | 0,18 %   | 3707        | 0,02 %   |
| грузини                            | 672          | 0,01 %   | 2474         | 0,03 %   | 4704         | 0,02 %   | 1130        | 0,00 %   |
| турки                              | 113          | 0,00 %   | 21269        | 0,26 %   | 106302       | 0,54 %   |             |          |
| євреї                              | 19449        | 0,41 %   | 73009        | 0,90 %   | 66320        | 0,33 %   |             |          |
| мордва                             | 1634         | 0,03 %   | 14602        | 0,18 %   | 11914        | 0,06 %   |             |          |
| греки                              | 347          | 0,01 %   | 20047        | 0,25 %   | 10453        | 0,05 %   |             |          |
| чуваші                             | 303          | 0,01 %   | 5226         | 0,06 %   | 10074        | 0,05 %   |             |          |
| осетини                            | 85           | 0,00 %   | 8755         | 0,11 %   | 5823         | 0,03 %   |             |          |
| лезгини                            |              |          | 716          | 0,01 %   | 3071         | 0,02 %   |             |          |
| поляки                             | 3366         | 0,07 %   | 2941         | 0,04 %   | 3007         | 0,02 %   |             |          |
| марійці                            |              |          | 507          | 0,01 %   | 2964         | 0,01 %   |             |          |
| лакці                              |              |          | 1072         | 0,01 %   | 2807         | 0,01 %   |             |          |
| араби                              | 25206        | 0,53 %   | 5407         | 0,07 %   | 2805         | 0,01 %   |             |          |
| удмурти                            |              |          | 748          | 0,01 %   | 2466         | 0,01 %   |             |          |
| болгари                            | 321          | 0,01 %   | 2072         | 0,03 %   | 2166         | 0,01 %   |             |          |
| даргинці                           |              |          | 261          | 0,00 %   | 2030         | 0,01 %   |             |          |
| курди                              | 667          | 0,01 %   | 1354         | 0,02 %   | 1839         | 0,01 %   |             |          |
| пуштуни                            | 632          | 0,01 %   | 451          | 0,01 %   | 1655         | 0,01 %   |             |          |
| інші                               | 106356       | 2,24 %   | 14408        | 0,18 %   | 20420        | 0,10 %   | 73453       | 0,30 %   |

## Мови
| Мови Узбекистану (2015 рік) | Мови Узбекистану (2015 рік) | Мови Узбекистану (2015 рік) | Мови Узбекистану (2015 рік) | Мови Узбекистану (2015 рік) |
| --------------------------- | --------------------------- | --------------------------- | --------------------------- | --------------------------- |
| Мова:                       |                             |                             | Відсоток:                   |                             |
| узбецька                    | узбецька                    |                             | 74.3%                       | 74.3%                       |
| російська                   | російська                   |                             | 14.2%                       | 14.2%                       |
| таджицька                   | таджицька                   |                             | 4.4%                        | 4.4%                        |
| інші                        | інші                        |                             | 7.1%                        | 7.1%                        |

Офіційна мова: узбецька — розмовляє 74,3 % населення країни. Інші поширені мови: російська — 14,2 %, таджицька — 4,4 %, інші мови — 7,1 %, каракалпацька (офіційна в Каракалпакстані).

## Релігії
| Релігії в Узбекистані (2015 рік) | Релігії в Узбекистані (2015 рік) | Релігії в Узбекистані (2015 рік) | Релігії в Узбекистані (2015 рік) | Релігії в Узбекистані (2015 рік) |
| -------------------------------- | -------------------------------- | -------------------------------- | -------------------------------- | -------------------------------- |
| Віросповідання:                  |                                  |                                  | Відсоток:                        |                                  |
| мусульмани                       | мусульмани                       |                                  | 88%                              | 88%                              |
| православні                      | православні                      |                                  | 9%                               | 9%                               |
| інші                             | інші                             |                                  | 3%                               | 3%                               |

За конституцією, Узбекистан є світською державою. Головні релігії й вірування, які сповідує, і конфесії та церковні організації, до яких відносить себе населення країни: іслам (сунізм) — 88 %, православ'я — 9 %, інші — 3 % (станом на 2015 рік).

## Освіта
Рівень письменності 2015 року становив 99,6 % дорослого населення (віком від 15 років): 99,7 % — серед чоловіків, 99,5 % — серед жінок.
Дані про державні витрати на освіту у відношенні до ВВП країни, станом на 2015 рік, відсутні. Середня тривалість освіти становить 12 років, для хлопців — до 12 років, для дівчат — до 12 років (станом на 2011 рік).

## Охорона здоров'я
Забезпеченість лікарями в країні на рівні 2,53 лікаря на 1000 мешканців (станом на 2013 рік). Забезпеченість лікарняними ліжками в стаціонарах — 4,4 ліжка на 1000 мешканців (станом на 2010 рік). Загальні витрати на охорону здоров'я 2014 року становили 5,8 % ВВП країни (118-те місце у світі).
Смертність немовлят до 1 року, станом на 2015 рік, становила 19,2 ‰ (91-ше місце у світі); хлопчиків — 22,78 ‰, дівчаток — 15,4 ‰. Рівень материнської смертності 2015 року становив 36 випадків на 100 тис. народжень (126-те місце у світі).
Узбекистан входить до складу ряду міжнародних організацій: Міжнародного руху (ICRM) і Міжнародної федерації товариств Червоного Хреста і Червоного Півмісяця (IFRCS), Дитячого фонду ООН (UNISEF), Всесвітньої організації охорони здоров'я (WHO).

### Захворювання
2014 року зареєстровано 32,3 тис. хворих на СНІД (68-ме місце в світі), це 0,15 % населення в репродуктивному віці 15—49 років (104-те місце у світі). Смертність 2014 року від цієї хвороби становила 2,2 тис. осіб (55-те місце у світі).
Частка дорослого населення з високим індексом маси тіла 2014 року становила 14,3 % (119-те місце у світі); частка дітей віком до 5 років зі зниженою масою тіла становила 4,4 % (оцінка на 2006 рік). Ця статистика показує як власне стан харчування, так і наявну/гіпотетичну поширеність різних захворювань.

### Санітарія
Доступ до облаштованих джерел питної води 2015 року мало 98,5 % населення в містах і 80,9 % в сільській місцевості; загалом 87,3 % населення країни. Відсоток забезпеченості населення доступом до облаштованого водовідведення (каналізація, септик): в містах — 100 %, в сільській місцевості — 100 %, загалом по країні — 100 % (станом на 2015 рік). Споживання прісної води, станом на 2005 рік, дорівнює 56 км³ на рік, або 2,113 тонни на одного мешканця на рік: з яких 7 % припадає на побутові, 3 % — на промислові, 90 % — на сільськогосподарські потреби.

## Соціально-економічне становище
Співвідношення осіб, що в економічному плані залежать від інших, до осіб працездатного віку (15—64 роки) загалом становить 49,7 % (станом на 2015 рік): частка дітей — 42,7 %; частка осіб похилого віку — 7 %, або 14,3 потенційно працездатного на 1 пенсіонера. Загалом ці показники характеризують рівень потреби державної допомоги в секторах освіти, охорони здоров'я та пенсійного забезпечення, відповідно. За межею бідності 2011 року перебувало 17 % населення країни. Розподіл доходів домогосподарств у країні має такий вигляд: нижній дециль — 2,8 %, верхній дециль — 29,6 % (станом на 2003 рік).
Станом на 2016 рік, уся країна електрифікована, усе населення країни мало доступ до електромереж. Рівень проникнення інтернет-технологій середній. Станом на липень 2015 року в країні налічувалось 12,498 млн унікальних інтернет-користувачів (41-ше місце у світі), що становило 42,8 % загальної кількості населення країни.

### Трудові ресурси
Загальні трудові ресурси 2015 року становили 17,54 млн осіб (35-те місце у світі). Зайнятість економічно активного населення у господарстві країни розподіляється таким чином: аграрне, лісове і рибне господарства — 25,9 %; промисловість і будівництво — 13,2 %; сфера послуг — 60,9 % (станом на 2012 рік). Безробіття 2014 року дорівнювало 4,8 % працездатного населення, 2013 року — 4,8 % (48-ме місце у світі); За іншими неофіційними підрахунками рівень безробіття становить 1/5 населення держави.
На січень 2024 згідно з офіційними даними, кількість безробітних в Узбекистані становить 1,3 мільйона осіб.

## Кримінал

### Наркотики

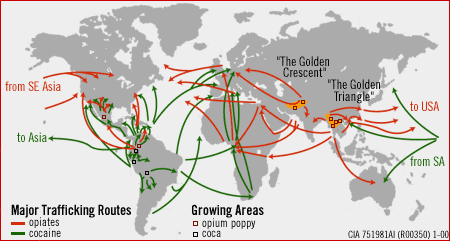
Світові маршрути наркотрафіку

Транзитна країна для наркотиків з Афганістану, що прямують до Російської Федерації і Західної Європи. Обмежене вирощування конопель і опійного маку; завдяки урядовій програмі антинаркотичної боротьби посіви останнього майже винищені; транзитна країна для наркотрафіку прекурсорів героїну до Афганістану.

### Торгівля людьми
Згідно зі щорічною доповіддю про торгівлю людьми (англ. Trafficking in Persons Report) Управління з моніторингу та боротьби з торгівлею людьми Державного департаменту США, уряд Узбекистану не докладає зусиль у боротьбі з явищем примусової праці, сексуальної експлуатації, незаконною торгівлею внутрішніми органами, законодавство не відповідає мінімальним вимогам американського закону 2000 року щодо захисту жертв (англ. Trafficking Victims Protection Act’s), країна перебуває у списку третього рівня.

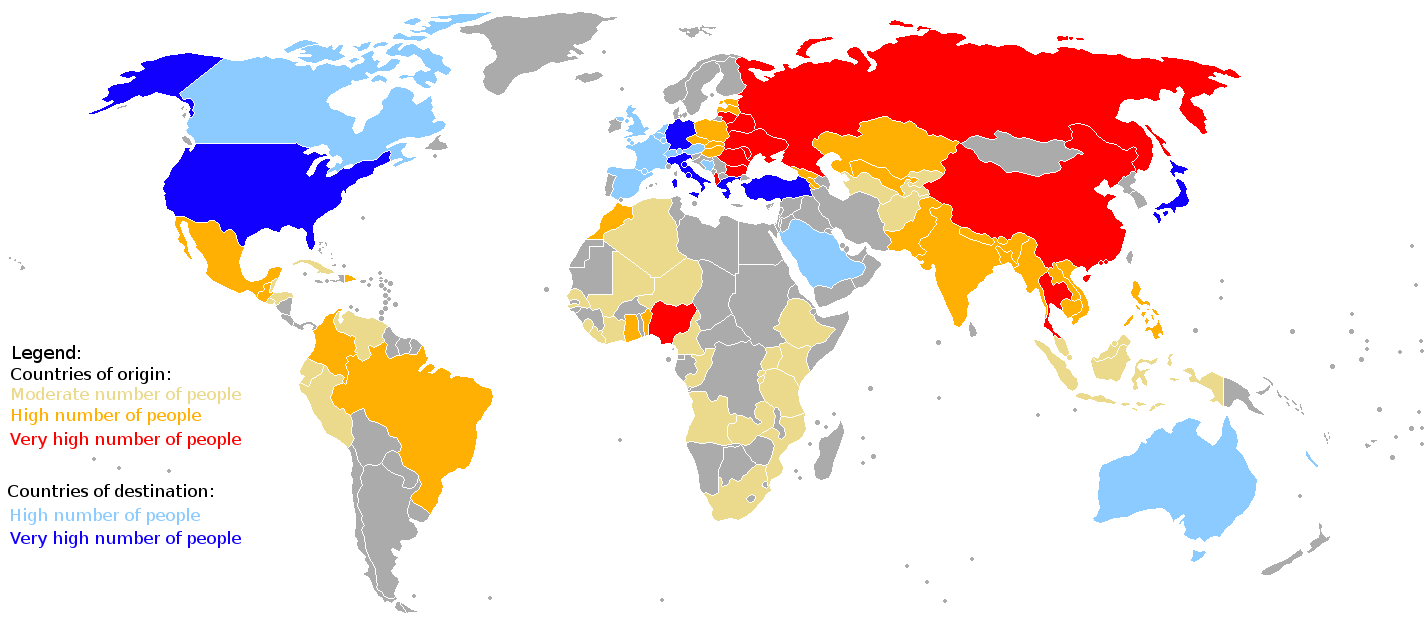
Країни-донори (червоний) і країни-реципієнти кримінальних потоків  (англ.)
Глобальна боротьба з торгівлею людьми (англ.)

## Гендерний стан
Статеве співвідношення (оцінка 2015 року):
- при народженні — 1,06 особи чоловічої статі на 1 особу жіночої;
- у віці до 14 років — 1,05 особи чоловічої статі на 1 особу жіночої;
- у віці 15—24 років — 1,03 особи чоловічої статі на 1 особу жіночої;
- у віці 25—54 років — 0,99 особи чоловічої статі на 1 особу жіночої;
- у віці 55—64 років — 0,9 особи чоловічої статі на 1 особу жіночої;
- у віці за 64 роки — 0,74 особи чоловічої статі на 1 особу жіночої;
- загалом — 0,99 особи чоловічої статі на 1 особу жіночої[1].

## Демографічні дослідження
Демографічні дослідження в країні ведуться рядом державних і наукових установ:

### Українською
- Атлас. 10—11 клас. Економічна і соціальна географія світу / упорядники :  О. Я. Скуратович, Н. І. Чанцева. — К. : ДНВП «Картографія», 2010. — ISBN 978-966-475-639-3.
- Атлас світу / голов. ред. І. С. Руденко ; зав. ред. В. В. Радченко ; відп. ред. О. В. Вакуленко. — К. : ДНВП «Картографія», 2005. — 336 с. — ISBN 9666315467.
- Безуглий В. В. Економічна і соціальна географія зарубіжних країн : Навчальний посібник. — К. : ВЦ «Академія», 2007. — 704 с. — ISBN 978-966-580-239-6.
- Безуглий В. В., Козинець С. В. Регіональна економічна і соціальна географія світу : Навчальний посібник. — видання 2-ге, доп., перероб. — К. : ВЦ «Академія», 2007. — 688 с. — ISBN 966-580-144-9.
- Головченко В. І., Кравчук О. Країнознавство: Азія, Африка, Латинська Америка, Австралія і Океанія. — К., 2006. — 335 с. — ISBN 966-8939-04-2.
- Гудзеляк І. І. Географія населення: Навчальний посібник / І. Гудзеляк. — Л. : Видавничий центр ЛНУ імені Івана Франка, 2008. — 232 с. — ISBN 978-966-613-599-8.
- Дахно І. І. Країни світу: Енциклопедичний довідник / І. І. Дахно, С. М. Тимофієв. — К. : Мапа, 2011. — 606 с. — (Бібліотека нового українця) — ISBN 978-966-8804-23-6.
- Дахно І. І. Економічна географія зарубіжних країн : навчальний посібник. — К. : Центр учбової літератури, 2014. — 319 с. — ISBN 978-611-01-0682-5.
- Джаман В. О. Регіональні системи розселення: демографічні аспекти. — Чернівці : Рута, 2003. — 392 с. — ISBN 9665685988.
- Дорошенко Л. С. Демографія: Навчальний посібник. — К. : МАУП, 2005. — 112 с. — ISBN 966-608-442-2.
- Дубович І. А. Країнознавчий словник-довідник. — 5-те вид., перероб. і доп. — К. : Знання, 2008. — 839 с. — ISBN 978-966-346-330-8.
- Економічна і соціальна географія країн світу. Навчальний посібник / За ред. Кузика С. П. — Л. : Світ, 2002. — 672 с. — ISBN 966-603-178-7.
- Загальна медична географія світу / В. О. Шевченко [та ін.] — К. : [б.в.], 1998. — 178 с.
- Ігнатьєв П. М. Країнознавство: Країни Азії. — Ч. : Книги-XXI, 2004. — 383 с. — ISBN 966-8029-53-4.
- Книш М. М., Мамчур О. І. Регіональна економічна і соціальна географія світу (Латинська Америка та Карибські країни, Африка, Азія, Океанія) : навч. посіб. — Л. : ЛНУ ім. Івана Франка, 2013. — 368 с. — ISBN 978-617-10-0007-0.
- Крисаченко В. С. Динаміка населення: Популяційні, етнічні та глобальні виміри. — К. : Видавництво Національного інституту стратегічних досліджень, 2005. — 368 с. — ISBN 966-554-083-1.
- Любіцева О. О., Мезенцев К. В., Павлов С. В. Географія релігій. — К. : АртЕК, 1999. — 504 с. — ISBN 966-505-006-0.
- Масляк П. О. Країнознавство. — К. : Знання, 2007. — 292 с. — (Вища освіта XXI століття)
- Масляк П. О., Дахно І. І. Економічна і соціальна географія світу / П. О. Масляк, І. І. Дахно ; за ред. П. О. Масляка. — К. : Вежа, 2003. — 280 с. — ISBN 966-7091-53-8.

### Російською
- (рос.) Узбекистан // Демографический энциклопедический словарь / главн. ред. Валентей Д. И. — М. : Советская энциклопедия, 1985. — 608 с.
- (рос.) Узбекистан // Страны и народы. Советский Союз. Республики Закавказья. Республики Средней Азии. Казахстан / Редкол. : Т. А. Жданко (отв. ред., ред.-сост.) и др. — М. : «Мысль», 1984. — 382 с. — (Страны и народы) — 180 тис. прим.
- (рос.) Атлас народов мира / Отв. ред. С. И. Брук и В. С. Апенченко. — М. : ГУГК ГГК СССР и Институт этнографии им. Н. Н. Миклухо-Маклая АН СССР, 1964. — 185 с. — 20 тис. прим.
- (рос.) Численность и расселение народов мира. Этнографические очерки / под ред. С. И. Брука. — М. : Издательство АН СССР, 1962. — 487 с.
- (рос.) Лаппо Г. М. География городов: Учебное пособие для географических факультетов вузов. — М. : Туманит, изд. центр ВЛАДОС, 1997. — 476 с. — ISBN 5-691-00047-0.
- (рос.) Ягельский А. География населения. — М. : Прогресс, 1980. — 383 с.